# Lutz Altepost
Lutz Altepost (ur. 6 października 1981 w Emsdetten) – niemiecki kajakarz, brązowy medalista olimpijski, dwukrotny mistrz świata.
Brązowy medalista igrzysk olimpijskich w Pekinie w 2008 roku w konkurencji K-4 (razem z Normanem Bröcklem, Torstenem Eckbrettem i Björnem Goldschmidtem) na 1000 m. Zdobywca szóstego miejsca na 500 m w K-1 podczas igrzysk w Atenach. Jest pięciokrotnym medalistą mistrzostw świata w konkurencji kajaków, dwukrotnym mistrzem świata (2005, 2007).